# Страхование ответственности директоров и руководителей
Страхование ответственности директоров и руководителей (Directors & Officers Liability, D&O) — вид страхования ответственности, которое покрывает убытки и расходы на судебную защиту в случае исков, предъявленных топ-менеджменту из-за непреднамеренных ошибок.

## История развития

### 1930—1960 годы
Потребность в страховании управленцев впервые возникла в 1930-х годах — это было связано с началом Великой депрессии в США. До этого в стране не существовало регулирования для продажи ценных бумаг, а ответственность за действия на этом рынке на должностных лиц не возлагалась.
Всё изменилось в 1929 году с биржевым крахом. В результате в США был принят ряд актов, которые усилили финансовое регулирование и повысили ответственность компаний перед своими акционерами и инвесторами. В частности, речь идет о Законе о ценных бумагах 1933 года, Законе о торговле ценными бумагами 1934 года и Законе об инвестиционных компаниях 1940 года. В те годы это не вызвало моментального спроса на страхование D&O (тогда оно называлось страхованием личной финансовой защиты), однако именно эти принципы лежат в основе такого страхования до сих пор.
Первый договор D&O заключил британский страховщик Lloyd’s в 1930-е годы. Несмотря на новое регулирование и дополнительный градус ответственности, большинство руководителей все ещё сходились во мнении, что их риски незначительны. Поэтому в следующие несколько десятков лет этот вид страхования почти не развивался.

### 1960—1970-е годы
Согласно опросам, проводимым примерно в 1965 году в США, доля публичных компаний, страховавших своих руководителей, составляла всего 10 %. Однако в этот период участились сделки по слиянию и поглощению, при этом судебные расходы управленцев финансировались их организациями. В итоге в конце 1960-х годов топ-менеджеры стали чаще прибегать к страхованию, поскольку они оставались без защиты, если её не могла предоставить их компания.
Увеличившийся спрос привел к тому, что на рынок D&O вышло больше страховщиков. Возросшая конкуренция заставила страховые компании предлагать полисы с более широким покрытием.
В 1970-е годы появилось две основных формы страхования ответственности управленцев:
- Покрытие непосредственно для директоров и должностных лиц на случай, если им недоступна корпоративная компенсация;
- Покрытие корпоративного возмещения, чтобы защитить бюджет компании при компенсации убытков её руководству.

К концу 1970-х годов уже 70 % публичных компаний имели какую-либо форму страховой защиты D&O.

### Кризис середины 1980-х годов
Банкротства в ряде компаний банковской и нефтяной отраслей, а также обвал фондового рынка в 1987 году привели к тому, что страховые выплаты по D&O выросли на 50 %, заметно повлияв на доходность страхового бизнеса. Вдобавок, страховщикам стало не хватать перестраховочных мощностей.
На фоне этого большинство страховщиков покинули рынок D&O, из основных игроков остались только Lloyd's of London, AIG и Chubb. Страхователям же пришлось столкнуться с несколькими проблемами при обновлении своих полисов: повышением премий более чем на 200 %, ограничением ответственности страховщика по договору (порой двукратным) и высокими уровнями собственного удержания страхователя.

### 1990-е годы
Дальнейшее развитие D&O во многом определили два события: судебное дело Nordstrom Inc. против страховщика Chubb & Son Inc. и принятие Закона о реформе судебного разбирательства по ценным бумагам 1995 года (сокр. PSLRA).
Суд по Nordstrom закончился тем, что страховщика обязали выплатить 7,5 миллиона долларов. Это решение дало страховщикам понять, что они могут иметь потенциально намного большие риски по договору, чем это оговаривалось изначально, а значит им придется либо пересмотреть стоимость полиса, либо покрытие по нему.
Однако позднее в этом же году был принят PSLRA, который был призван уменьшить число судебных споров по ценным бумагам. Свою миссию закон выполнил: число исков по ценным бумагам снизилось на 45 % в течение следующих двух лет. На рынок D&O стало выходить больше страховщиков, которые предложили ещё одну услугу — ретроспективное покрытие по действиям, совершенным до заключения договора.

### 2000 годы и настоящее время
Рынок страхования ответственности управленцев подвержен пикам и спадам экономического цикла и сильно зависит от масштабных событий, происходящих в экономике. Такими, например, были крах американской энергетической компании Enron в 2001 году, так называемый «пузырь доткомов» — убыточных интернет-стартапов, финансовый кризис 2007 года и так далее. Однако сегодня страховщики более подготовлены с точки зрения андеррайтинга и перестраховочных ёмкостей, поэтому подобные события больше не приводят к столь кардинальным изменениям цен и условий договоров, как это было в 1980-х.
К страхованию D&O стали все больше обращаться частные компании и некоммерческие организации. Однако в современном правовом ландшафте компаниям приходится каждый год сталкиваться с растущими исковыми требованиями, а страховщикам — все-таки пересматривать тарифы.

## Покрываемые риски и исключения
Обычно страхование D&O покрывает расходы директоров, которые возникли из-за предъявления требования по их ошибочным действиям, либо компенсирует расходы компании — в случае, если она возместила расходы директорам. Такие иски могут быть предъявлены к топ-менеджменту со стороны акционеров, самой компании или третьих лиц, в том числе клиентов.
К ошибочным действиям, из-за которых могут предъявить иск, можно отнести нарушения обязанностей по управлению; небрежность, бездействие; ошибочное или вводящее в заблуждение высказывание; нарушения в отношении служащих; исполнение должностных обязанностей в другом (обособленном) предприятии и другие действия, предпринятые управленцем в ходе исполнения своих должностных обязанностей.
Покрытие по полису D&O может включать:
- Покрытие по искам, связанным с ценными бумагами;
- Дополнительное покрытие для независимых директоров;
- Расходы на защиту прав и свобод директоров;
- Расходы на защиту и восстановление деловой репутации;
- Расходы на преодоление кризиса с надзорными органами.

К исключениям обычно относятся:
- Уголовные деяния (только в случае официального определения);
- Ущерб имуществу, здоровью или жизни;
- Заранее известные обстоятельства;
- Пенсионные требования;
- В США — требования одного застрахованного к другому[3].

## Страхование ответственности директоров в России
Страхование D&O в России появилось в 1990-х годах, когда российские компании начали выходить на международный рынок. Сегодня[когда?] этот вид страхования осуществляют несколько компаний, основные игроки — это «АИГ», «Ингосстрах», «Альянс», «АльфаСтрахование», «Согаз», «Росгосстрах»,АО СК «Цюрих», «Сбербанк страхование» .
Статистика выплат по договорам D&O в России отдельно не ведется, но они могут исчисляться миллионами для каждой отдельно взятой компании. Так, например, компания «АИГ» в 2018 году выплатила 15 миллионов долларов по этому виду страхования, «Альянс» за 9 месяцев 2018 года — более 100 миллионов рублей.

## Громкие случаи
Один из самых заметных эпизодов в последние годы связан с санацией «Промсвязьбанка», ответственность директоров которого была застрахована в «Ингосстрахе». По данным СМИ, страховая сумма по этому договору составляла 100 миллионов долларов. При этом обычно договоры в России имеют лимит ответственности в пределах 20-80 миллионов долларов.